# Multiplikator

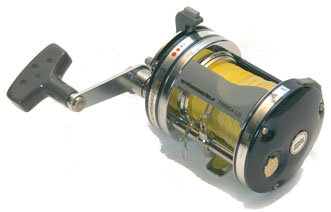

Multiplikator – rodzaj kołowrotka wędkarskiego o ruchomej szpuli. Wyewoluował ze starych kołowrotków z ruchomą szpulą. Dzisiejsze multiplikatory to wysoce zaawansowane technicznie kołowrotki o znacznych przełożeniach, nawet ponad 7:1, wielotarczowych hamulcach typu gwiazda, odśrodkowych, magnetycznych lub elektronicznych hamulcach, których zadaniem jest ograniczenie prędkość obrotu szpuli w pierwszej fazie rzutu, licznikami wysnutej żyłki itp.

## Budowa
Multiplikator pod względem budowy jest znacznie bardziej skomplikowany niż zwykły kołowrotek o szpuli stałej. Składa się ze szpuli połączonej sprzęgłem z przekładnią główną. Zębate koło napędowe jest połączone przez hamulec szpuli (gwiazdę) z korbką oraz przez inne koło zębate z napędem osi posuwu wodzika żyłki. Regulacji hamulca dokonuje się przez dokręcenie lub odkręcenie znajdującej się przy korbie gwiazdy. Z tyłu kołowrotka znajduje się przycisk pozwalający na odłączenie szpuli od zębatki, dzięki czemu podczas rzutu żyłka może swobodnie wysnuwać się obracając szpulę. Ponadto na szpuli zamontowany jest system hamujący obroty szpuli, co zapobiega plątaniu się linki w ostatniej fazie rzutu. Jest to najczęściej krążek z magnesami, którego siłę hamującą reguluje się poprzez dokręcenie lub odkręcenie go. W bardziej skomplikowanych multiplikatorach odbywa się to w inny sposób.

## Rodzaje multiplikatorów
Wśród multiplikatorów można wyróżnić dwa ich zasadnicze rodzaje:
- zwykłe, które z boku przypominają koło
- niskoprofilowe, które z boku przypominają spłaszczony owal

Pierwszy rodzaj jest wykorzystywany w castingu podczas używania cięższych przynęt, połowach większych gatunków ryb oraz w castingu morskim. Drugi zaś ma zastosowanie w połowach na lżejsze przynęty i mniejszych ryb.

## Zastosowanie
Zwykłe multiplikatory znajdują zastosowanie wszędzie tam, gdzie liczy się niezawodność, odporność na działanie czynników zewnętrznych i trwałość mechanizmu przekładni. Chodzi tu głównie o wędkarstwo morskie, ciężkie wędkarstwo gruntowe oraz spinning z nastawieniem na duże przynęty podczas łowienia większych ryb.
Multiplikatory niskoprofilowe są łatwiejsze i bardziej poręczne w obsłudze, dlatego można je stosować także do przynęt mniejszych, również z powodu mniejszych oporów toczenia się szpuli podczas rzutu. Najmniejsze modele można nawet stosować podczas spinningu ultralekkiego. Stało się to możliwe dzięki zastosowaniu w ich budowie łożysk i smaru najlepszej jakości, co zapewnia minimalne opory wysnuwania żyłki.

## Producenci
- Abu Garcia
- Shimano
- Okuma
- Shakespeare Fishing Tackle
- Daiwa
- Cormoran
- Spro
- Konger
- D.A.M
- Penn